# مارشال جيفرسون
مارشال جيفرسون (بالإنجليزية: Marshall Jefferson)‏ هو دي جيه وموسيقي أمريكي، ولد في 19 سبتمبر 1959 في شيكاغو في الولايات المتحدة.

## وصلات خارجية
- مارشال جيفرسون على موقع ميوزك برينز (الإنجليزية)
- مارشال جيفرسون على موقع ميوزك برينز (الإنجليزية)
- مارشال جيفرسون على موقع ميوزك برينز (الإنجليزية)
- مارشال جيفرسون على موقع أول ميوزيك (الإنجليزية)
- مارشال جيفرسون على موقع أول ميوزيك (الإنجليزية)
- مارشال جيفرسون على موقع ديسكوغز (الإنجليزية)
- مارشال جيفرسون على موقع ديسكوغز (الإنجليزية)